# 顺德图书馆
22°48′11″N 113°17′22″E / 22.8030805°N 113.2895290°E
顺德图书馆（简称：顺图）是广东省佛山市顺德区区属公共图书馆，由新馆和旧馆（顺德梁銶琚图书馆）组成，始建于1957年，是国家一级图书馆。新馆位于大良街道新城区文化中心广场，于2009年5月8日正式启用，而旧馆仍照常运作。

## 新馆概况
新馆2006年11月10日完工，2009年5月8日投入使用，投资人民币1.23亿元，而项目总花费人民币1.37亿元。新馆楼高6层，主体建筑高34米，以竹为主题，馆内有玻璃幕墙，内部中庭设计呈鹅卵形，建筑面积28600平方米，能容纳100万册藏书。新馆由香港巴马丹拿公司（P & T Architects & Engineers Ltd.）设计，并获得美国建筑师学会（AIA）及美国图书馆协会（ALA）颁发的2007年图书馆设计奖（2007 AIA/ALA Library Building Awards）。评审委员会认为：
这所在中国的图书馆以含蓄并带诗意的手法，回应了亚洲的文化，在这全球一体化的建筑气候下，仍维持了地方的感觉和特色。评审委员们欣赏的不单止是图书馆对社区的贡献，对于它能达至国际顶级设计水平及成果留下了深刻的印象。

原文

This Chinese library achieves a subtle, poetic response to its Asian culture, reflecting a global architecture that, nonetheless, maintains a compelling sense of place. The jury was impressed not only by its community centered offerings but also by the quality of its design and execution that equals the best of international architecture.
馆内有1100多个阅览座位和1500多个网络节点。新馆着重收藏科技、专业、学术和具本地特色的文献及数字资源。新馆建成后，旧馆仍旧运作，而新旧借书证可在新旧图书馆通用，所借的文献在两馆间可通借通还。正常情况下，新馆在星期一不开放，在星期二至星期六均为早上9时开放、晚上9时关闭，而在星期日则在早上9时开放、下午5时关闭。

## 历史

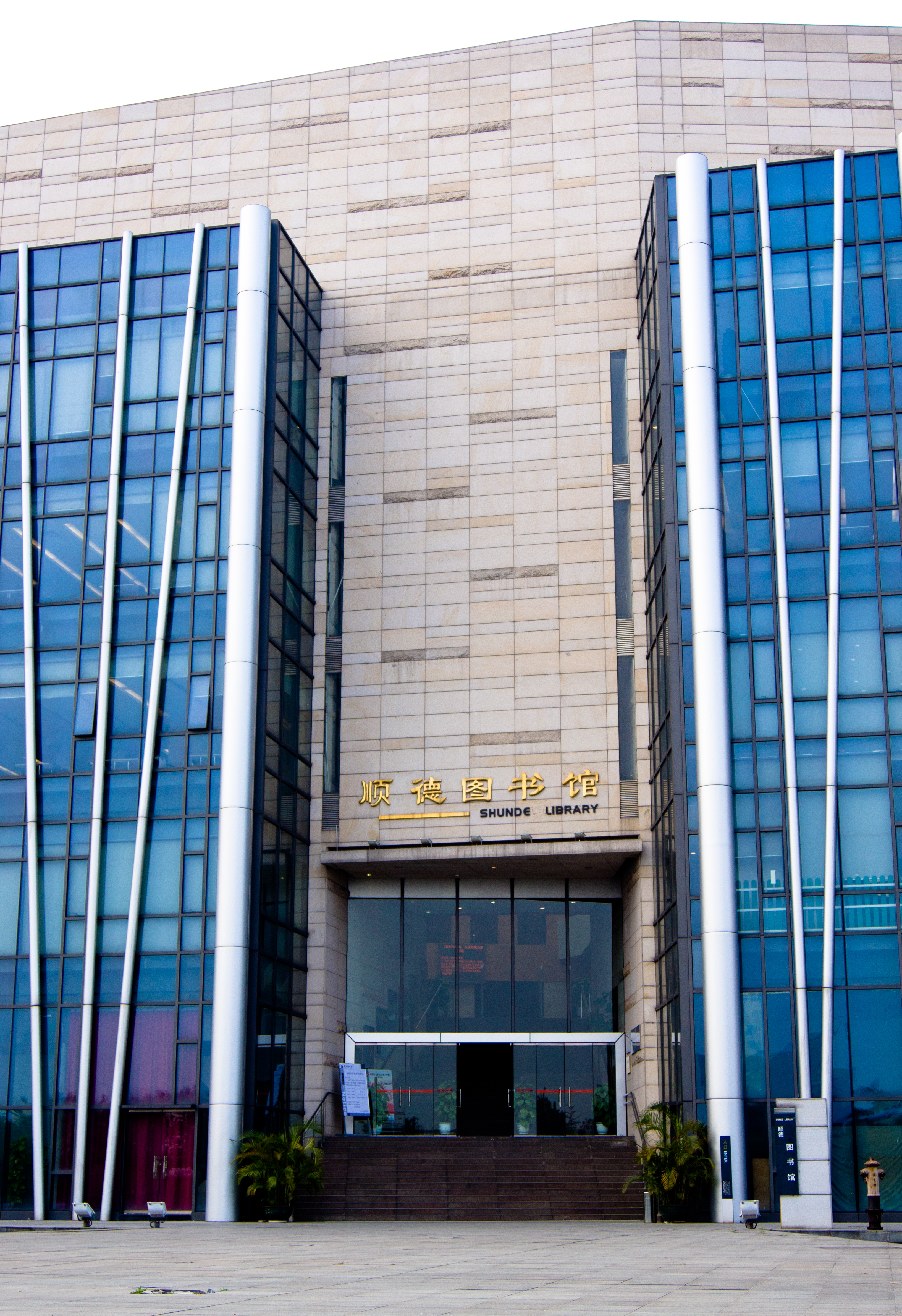
顺德图书馆新馆入口

顺德县图书馆始建于1957年，位于大良阜南路，面积约500平方米，由顺德县文化馆管理，至1965年，藏书量从2000册增至7万余册。1973年顺德县图书馆正式独立建制。香港顺德联谊总会首席荣誉会长梁銶琚博士曾分别于1984年和1989年捐资港币350万元，而县政府则出资人民币200万元支持建馆。后来顺德市政府在大良区凤山南麓重建图书馆，顺德梁銶琚图书馆于1996年投入使用，建筑面积达6300平方米，设计藏书量60万册。为配合顺德新城区整体发展规划，顺德区政府于新城区文化中心投资兴建顺德图书馆新馆，新馆建筑面积28600平方米，能容纳100万册藏书。